# Wygiełzów (Zduńska Wola)
Pour les articles homonymes, voir Wygiełzów.
Wygiełzów est une localité polonaise de la gmina de Zapolice, située dans le powiat de Zduńska Wola en voïvodie de Łódź.